# عمر كالابان
عمر كألاباني (بالفرنسية: Oumar Kalabane)‏، من مواليد 8 ابريل 1981 في كوناكري في غينيا، لاعب كرة قدم غيني.
بدأ مسيرته الكروية مع نادي النجم الساحلي التونسي في عام 2000، ولعب معهم حتى عام 2005، وفي عام 2005 انتقل إلى نادي أوكسير الفرنسي، ولعب معهم حتى عام 2007، وشارك معهم في 20 مباراة، ومنذ عام 2007 وهو يلعب مع نادي مانيسبور التركي.
و هو يلعب مع منتخب غينيا لكرة القدم.

## روابط خارجية
- عمر كالابان على موقع الاتحاد الدولي (مؤرشف)  (الإنجليزية)
- عمر كالابان على موقع اتحاد تركيا (لاعب) (الإنجليزية)
- عمر كالابان على موقع رابطة كرة القدم الفرنسية للمحترفين (الإنجليزية)
- عمر كالابان على موقع قاعدة بيانات كرة القدم.إي يو (الإنجليزية)
- عمر كالابان على موقع ناشيونال فوتبول تيمز (الإنجليزية)
- عمر كالابان على موقع Soccerway.com (الإنجليزية)
- عمر كالابان على موقع عالم كرة القدم.نت (الإنجليزية)
- عمر كالابان على موقع كووورة